# Macrobrachium sintangense
Macrobrachium sintangense is een garnalensoort uit de familie van de Palaemonidae. De wetenschappelijke naam van de soort is voor het eerst geldig gepubliceerd in 1898 door De Man.